# Bezirk Niżankowice
Bezirk Niżankowice – dawny powiat (Bezirk) kraju koronnego Królestwo Galicji i Lodomerii, funkcjonujący w latach 1854–1867. Siedzibą starostwa było miasteczko Niżankowice.

## Historia
Bezirk Niżankowice utworzono w ramach reformy uwłaszczeniowej z okresu Wiosny Ludów (1848–1849), która likwidowała jurysdykcję właściciela ziemskiego nad poddanymi. W Galicji, dominium – jako podstawowa jednostka administracyjna i filar systemu feudalnego straciło rację bytu. Konieczne stało się zatem wprowadzenie nowego systemu administracyjnego, którego zręby powstały w latach 1851–1855. Nowy trójstopniowy podział administracyjny objął 21 cyrkułów (niem. Kreise), 179 małych powiatów (niem. Bezirke) i ponad 6000 gmin (niem. Gemeinde). 
Bezirk Niżankowice objął obszar o wielkości 6,3 mil², zamieszkany był przez 26.370 ludzi i podzielony na 58 gmin katastralnych, w tym cztery miasteczka (Fredropol, Hussaków, Niżankowice i Rajtarowice). Wszedł w skład cyrkułu przemyskiego, jako jeden z jego dziewięciu powiatów.
Po nadaniu Galicji autonomii oraz powołaniu samorządu gminnego i powiatowego w 1865 zlikwidowano cyrkuły (Kreise). Dotychczasowe małe powiaty (Bezirke) w liczbie 179, utrzymały się do 1867 roku, kiedy to w następstwie kolejnej reformy administracyjnej (23 stycznia 1867) zostały zastąpione przez 74 większych powiatów. Obszar zniesionego Bezirk Niżankowice wszedł wtedy w skład nowych powiatów przemyskiego, mościskiego i samborskiego (vide podział w tabeli poniżej). 19 czerwca 1867 częściowo zmieniono granice tych powiatów.

## Podział administracyjny (1854)
| Lp. | Gmina jednostkowa                | Powierzchnia | Ludność | Powiat w 1867 po zniesieniu |
| --- | -------------------------------- | ------------ | ------- | --------------------------- |
| 1   | Niżankowice (m) z Wyhadowem      | 1260         | 1166    | przemyski                   |
| 2   | Aksmanice                        | 1337         | 304     | przemyski                   |
| 3   | Berendowice                      | 1337         | 89      | przemyski                   |
| 4   | Kłokowice                        | 1337         | 196     | przemyski                   |
| 5   | Sólca                            | 226          | 187     | przemyski                   |
| 6   | Brylińce                         | 2814         | 517     | przemyski                   |
| 7   | Cyków                            | 1134         | 601     | przemyski                   |
| 8   | Jaksmanice                       | 2027         | 700     | przemyski                   |
| 9   | Krówniki z Kolasą i Bakończycami | 1102         | 675     | przemyski                   |
| 10  | Nehrybka                         | 916          | 591     | przemyski                   |
| 11  | Pikulice                         | 1710         | 507     | przemyski                   |
| 12  | Popowice                         | 1599         | 530     | przemyski                   |
| 13  | Siedliska                        | 896          | 561     | przemyski                   |
| 14  | Bolanowice z Bolanówką           | 2609         | 716     | mościski                    |
| 15  | Borszowice                       | 1063         | 475     | przemyski                   |
| 16  | Bybło                            | 1233         | 581     | przemyski                   |
| 17  | Grochowce                        | 1664         | 551     | przemyski                   |
| 18  | Kniażyce                         | 1136         | 303     | przemyski                   |
| 19  | Koniuchy                         | 182          | 85      | przemyski                   |
| 20  | Witoszyńce                       | 1148         | 349     | przemyski                   |
| 21  | Hermanowice                      | 1366         | 497     | przemyski                   |
| 22  | Malhowice                        | 352          | 216     | przemyski                   |
| 23  | Horysławice                      | 1000         | 409     | mościski                    |
| 24  | Hruszatyce                       | 1587         | 543     | przemyski                   |
| 25  | Bojowice                         | 986          | 291     | mościski                    |
| 26  | Byków                            | 1488         | 536     | przemyski                   |
| 27  | Chodnowice                       | 900          | 349     | mościski                    |
| 28  | Chraplice                        | 421          | 149     | mościski                    |
| 29  | Hussaków (m)                     | 616          | 1297    | mościski                    |
| 30  | Nowosiółki                       | 2660         | 775     | mościski                    |
| 31  | Pleszowice                       | 1143         | 334     | przemyski                   |
| 32  | Radochońce                       | 4098         | 1455    | mościski                    |
| 33  | Tyszkowice                       | 816          | 331     | przemyski                   |
| 34  | Jordanówka                       | 146          | 139     | mościski                    |
| 35  | Darowice                         | 469          | 242     | przemyski                   |
| 36  | Fredropol (m)                    | 190          | 262     | przemyski                   |
| 37  | Koniusza                         | 421          | 108     | przemyski                   |
| 38  | Kormanice                        | 2011         | 682     | przemyski                   |
| 39  | Kupiatycze                       | 452          | 182     | przemyski                   |
| 40  | Młodowice                        | 812          | 341     | przemyski                   |
| 41  | Łuczyce                          | 410          | 206     | przemyski                   |
| 42  | Lutków                           | 488          | 144     | mościski                    |
| 43  | Boratycze                        | 731          | 248     | przemyski                   |
| 44  | Drozdowice                       | 1448         | 532     | przemyski                   |
| 45  | Gdeszyce                         | 1777         | 483     | przemyski                   |
| 46  | Niżyniec                         | 2218         | 830     | przemyski                   |
| 47  | Paćkowice                        | 899          | 286     | przemyski                   |
| 48  | Stroniowice                      | 532          | 335     | przemyski                   |
| 49  | Zrotowice                        | 1231         | 563     | przemyski                   |
| 50  | Podmojsce                        | 357          | 194     | przemyski                   |
| 51  | Rajtarowice (m)                  | 3528         | 800     | samborski                   |
| 52  | Sadkowice z Władypolem           | 713          | 425     | samborski                   |
| 53  | Rożubowice ze Stanisławczykiem   | 954          | 631     | przemyski                   |
| 54  | Sielec                           | 480          | 225     | przemyski                   |
| 55  | Sierakośce                       | 1221         | 620     | przemyski                   |
| 56  | Wielunice                        | 428          | 190     | przemyski                   |
| 57  | Zabłotce                         | 497          | 201     | przemyski                   |
| 58  | Złotkowice                       | 1669         | 635     | mościski                    |

Objaśnienie:
(M) = miasto; (m) = miasteczko